# 短绒槐
短绒槐（学名：Sophora velutina），为豆科下的一个植物变种。